# قاي دايان
قاي دايان (بالعبرية: גיא דיין‏) هو لاعب كرة قدم إسرائيلي في مركز الوسط، ولد في 20 أغسطس 1986 في بيسان في إسرائيل. لعب مع مكابي أخاء الناصرة.

## وصلات خارجية
- قاي دايان على موقع قاعدة بيانات كرة القدم.إي يو (الإنجليزية)
- قاي دايان على موقع Soccerway.com (الإنجليزية)